# Ivan Penzeš
János Pénzes (također Ivan Penzeš, Bajmak, 10. kolovoza 1943.) prelat je Katoličke Crkve i biskup subotički u miru.

## Životopis
Rodio se je u Bajmaku 1943. godine. Za svećenika je zaređen 29. lipnja 1968. godine u Subotici. Za Subotičkog biskupa je izabran 25. travnja 1989., a zaređen i ustoličen u Subotici 18. lipnja 1989. godine. Potpredsjednik je Biskupske konferencije Srbije i Crne Gore i predsjednik Vijeća za liturgiju i redovništvo od godine 1998. godine.
Prvi je Mađar na čelu Subotičke biskupije, koja je dotad uvijek za biskupe imala Hrvate. Znajući kakva su u prošlosti bila previranja i nepovjerenja hoće li tko biti pristran za koju stranu, svaki je dana držao i misu na hrvatskom jeziku, da bi pokazao svoju naklonjenost do tih svojih vjernika, davši primjer svim drugim duhovnim pastirima koji imaju na svom području drugi narod.
Biskup Pénzes je podnio odreknuće od pastoralnog vodstva Subotičke biskupije, koje je zbog navršene kanonske dobi. Papa Franjo je prihvatio odreknuće te je 8. rujna 2020. subotičkim biskupom imenovao mons. Slavka Večerina, svećenika Subotičke biskupije i dosadašnjega generalnog vikara.